# Ponto de orvalho

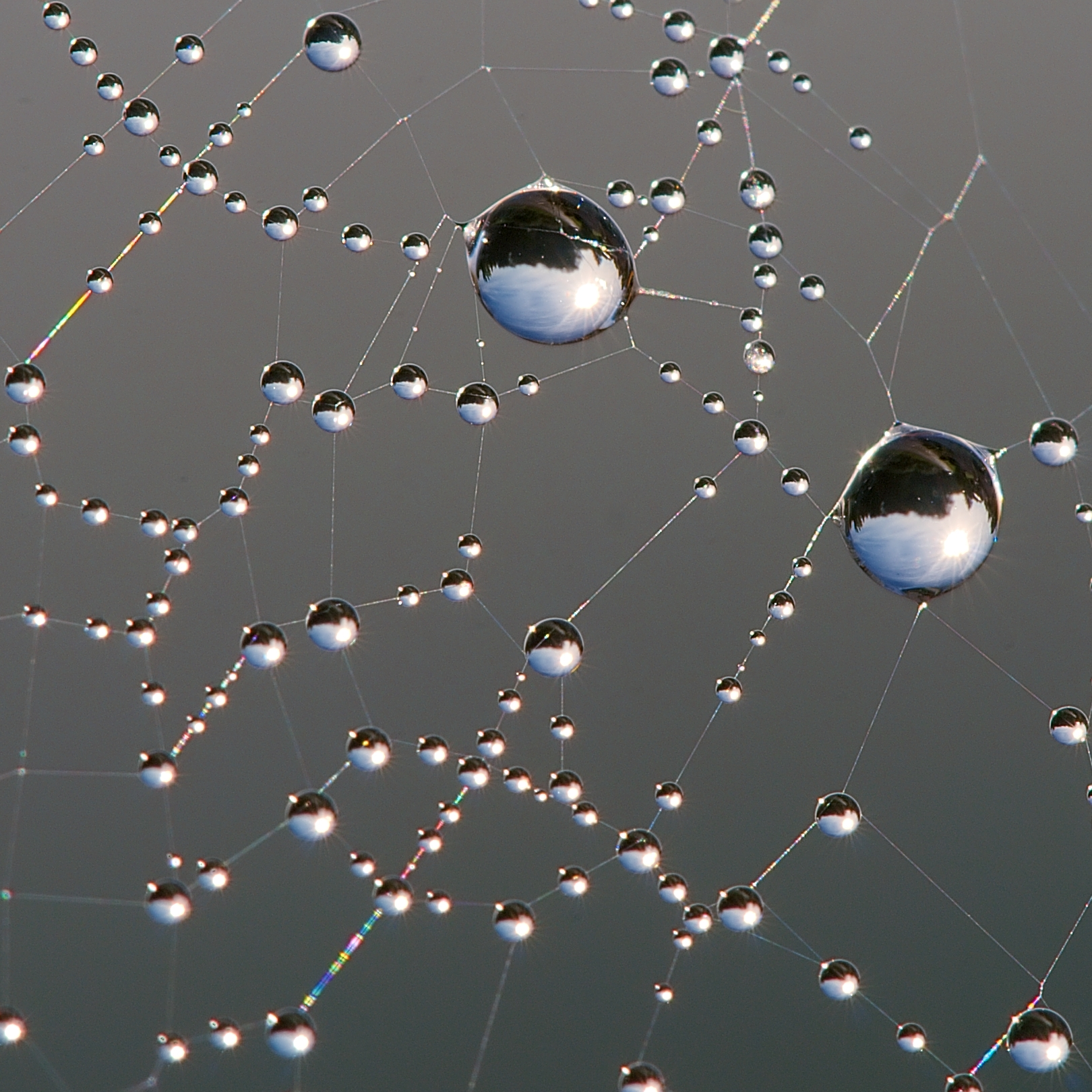
Orvalho formado em uma teia de aranha.

Ponto de orvalho designa a temperatura na qual o vapor de água presente no ar ambiente passa ao estado líquido na forma de pequenas gotas por via da condensação, o chamado orvalho. Em outras palavras, é a temperatura na qual o vapor de água que está em suspensão no ar começa a se condensar (torna-se "orvalho").
O ponto de orvalho é, em definição técnica, a temperatura para a qual a Humidade relativa da massa de ar em consideração atinge 100%. A quantidade máxima de vapor de água que se pode encontrar dissolvida numa dada massa de ar é em função da pressão e temperatura do sistema. Temperaturas maiores implicam massas de vapor admissíveis maiores. Ao se baixar a temperatura, decresce a quantidade máxima de vapor de água admissível no sistema, e aumenta a humidade relativa da massa de ar, mesmo mantendo-se a mesma massa de vapor dissolvida.
Se a temperatura decrescer até que a quantidade máxima de vapor admissível iguale a quantidade de vapor de água efectivamente dissolvida na massa de ar em consideração, atinge-se a humidade relativa de 100% à temperatura de orvalho. Caso a temperatura atinja valores menores do que a temperatura de orvalho, o excesso de água dissolvido no ar condensa-se, dando origem, entre outros, ao orvalho.
O ponto de orvalho depende, entre outros, da humidade absoluta do ar. Aumentando a quantidade de vapor de água dissolvido numa dada massa de ar, eleva-se o ponto de orvalho. Massas húmidas de ar têm pontos de orvalho superiores a massas de ar mais secas quando sob mesma pressão.
Nesse ponto, ocorre a saturação do ar pelo decréscimo de temperatura, causando fenómenos meteorológicos como geada, nevoeiro, chuva, e neve. Esse ponto tem muita importância na aviação geral, na qual é utilizado para se calcular a probabilidade de formação de gelo no carburador e para se estimar a altura da base de nuvens.

## Explicações técnicas
O ar presente no ambiente é composto por vários tipos de gases, partículas em suspensão e também água no estado gasoso. A quantidade de água que um metro cúbico de ar contém define a umidade absoluta. E é essa água que condensa quando a temperatura ambiente fica abaixo do ponto de orvalho.
O ponto de orvalho jamais será superior à temperatura do ar. Quando este é inferior à temperatura ambiente, significa que o ar não está saturado de umidade (a umidade relativa do ar é inferior a 100%), podendo conter mais vapor de água. Dessa forma, se o ponto de orvalho aumenta (devido ao aumento da umidade) ou se a temperatura do ar diminui, a saturação do ar aumenta (a umidade relativa do ar aproxima-se a 100%).
Quando ocorrer a igualdade entre a temperatura do ar e o ponto de orvalho, o ar fica saturado de umidade (a umidade relativa do ar atinge 100%). A partir daí, o ponto de orvalho passa a acompanhar a queda da temperatura do ar, gerando excesso de umidade que condensará na forma de gotículas de água, gerando o orvalho.
A uma dada pressão, mas independentemente da temperatura, o ponto de orvalho indica a fracção molar de vapor de água no ar, ou, colocando de outra forma, determina a umidade específica do ar. Se a pressão aumenta sem alterar essa fracção molar, o ponto de orvalho aumentará proporcionalmente, reduzindo a fracção molar, ou seja, tornando o ar menos úmido, baixará o ponto de orvalho de volta a seu valor inicial.
Da mesma forma, aumentando a fracção molar depois de uma queda de pressão, aumenta a umidade relativa de volta a seu nível inicial. Dessa forma, considerando as altitudes de Porto Alegre (10 metros acima do nível mar) e de São Paulo (760 metros acima do nível do mar), por exemplo, quer dizer que se o ponto de orvalho e temperatura em ambas as cidades for a mesma, a quantidade de vapor de água por metro cúbico de ar será a mesma, mas a fracção molar de vapor de água no ar será maior em São Paulo, pela pressão atmosférica ser menor.

## Relação com a sensação de conforto e desconforto
O ponto de orvalho pode ser usado como indicação do desconforto térmico, fazendo-se uma relação com o trio temperatura, pressão e umidade.
Quando a temperatura está alta, o aparelho termorregulador do corpo usa a evaporação da transpiração para resfriar o corpo, tendo o efeito de refrescância ligação direta com a taxa em que o suor evapora. Essa taxa depende do quanto de umidade há no ar e o quanto de vapor de água ele ainda consegue conter. Se o ar está saturado de umidade, o suor não evaporará. O corpo produzirá suor para manter a temperatura em sua normalidade, mesmo se essa taxa de produção for maior que a de evaporação. Logo, mesmo sem fazer algum esforço adicional, você pode ficar suado em dias úmidos. É a não evaporação do suor que causa desconforto em tempos muito úmidos.
O desconforto também ocorre quando o ponto de orvalho está baixo (por volta de -30 °C). O ar muito seco pode causar fissuras e irritação na pele, causando ressecamento também do aparelho respiratório. As condições ideias de locais fechados, por recomendações, é uma temperatura entre 20 e 24 °C com a umidade relativa entre 20 e 60% (com ponto de orvalho entre -4.5 e 15.5 °C. Aqueles que estão acostumados ao clima continental, costumam sentir desconforto quando o ponto de orvalho está entre 15 e 20 °C. A maioria dos habitantes dessas áreas consideram o ponto de orvalho acima de 21 °C opressivo.
Confira a tabela a baixo:
| Ponto de Orvalho °C | Sensação no ser humano                                                      | Umidade relativa a 32 °C | Sensação Térmica dos 32 °C com a umidade |
| ------------------- | --------------------------------------------------------------------------- | ------------------------ | ---------------------------------------- |
| Maior que 29 °C     | Opressão Severa. Casos de morte por hipertermia                             | 85% ou mais              | 47 °C a 54 °C                            |
| 26-28 °C            | Altíssimo. Mortal para doenças relacionadas à asma                          | 73-84%                   | 42 °C a 46 °C                            |
| 24–26 °C            | Extremamente desconfortável. Consideravelmente opressivo                    | 62-72%                   | 38 °C a 41 °C                            |
| 21–24 °C            | Muito úmido, desconfortável                                                 | 52–61%                   | 35 °C a 37 °C                            |
| 18–21 °C            | De certa forma desconfortável para a maioria das pessoas no limite superior | 44-51%                   | 33 °C a 35 °C                            |
| 16–18 °C            | OK para maioria, porém todos percebem a umidade no limite superior          | 37–43%                   | 32 °C                                    |
| 13–16 °C            | Confortável                                                                 | 31-36%                   | 31 °C a 32 °C                            |
| 10–12 °C            | Muito confortável                                                           | 26-30%                   | 30 °C a 31 °C                            |
| < 10 °C             | Um pouco seco para alguns                                                   | 25% ou menos             | 27 °C a 30 °C                            |

Comparem-se duas situações: quando a temperatura em uma cidade está 36 °C, mas o ponto de orvalho está mais baixo, digamos 12 °C, significa que seria necessário baixar muito a temperatura para a água condensar sob mesma pressão. Isso porque, para a temperatura e pressão em questão, há pouca umidade no ar. Dessa forma, mesmo estando quente, o suor da pele evapora rapidamente, baixando a temperatura do corpo. Nessas condições de umidade baixa em 36 °C, a sensação térmica é de temperatura mais baixa também, entre 32 °C e 33 °C, e quando o índice de umidade está perto de zero, a sensação de calor cai mais ainda; 28-29 °C.
Todavia, quando a temperatura está em 36 °C e o ponto de orvalho está em, por exemplo, 20 °C, o suor da pele não evapora com facilidade pois já há muita umidade no ar. Dessa forma, além do suor não conseguir tirar o calor do corpo de forma eficiente, ele não seca, causando a sensação de desconforto (como ficar "grudento"/"preguento"). Por isso a sensação de mormaço. Nesse caso, o índice de calor chega a 39-40 °C. Se o ponto de orvalho estiver em 28 °C com a mesma temperatura, a sensação térmica sobe para 50 °C. Foi o que aconteceu na Europa durante o Verão de 2003, em Milão, a temperatura chegou aos 39,3 °C no dia 10 de agosto, e com uma umidadede 60%, o índice de calor chegou aos 59 °C, quase um forno para os seres humanos, milhares de pessoas morreram e outras passaram mal, principalmente na França e na Itália, e os governos decretaram estado de calamidade pública. Por outro lado, os povos do Deserto do Saara estavam vivendo as mesmas temperaturas que se passavam na Europa, mas não o calor, pois a umidade relativa do ar estava muito baixa (0% – 12%), consequentemente, a sensação térmica foi bem menor do que a temperatura real. A umidade fez toda diferença, os europeus sentiram muito mais calor do que os norte-africanos. Além disso, a umidade conservou boa parte do calor acumulado durante o dia, já que a água perde temperatura mais lentamente e o resultado foram noites demasiadamente quentes e úmidas com sensação térmica de até 40 °C. Um quarto das mortes ocorreram nesse horário.

## Medição
Há aparelhos capazes de medir o ponto de orvalho sobre uma vasta gama de temperaturas. Estes dispositivos consistem em um espelho de metal polido, que é resfriado enquanto o ar passa por ele. Assim, a temperatura na qual ocorre a formação de orvalho é, por definição, o ponto de orvalho. Dispositivos manuais deste tipo podem ser utilizados para calibrar outros tipos de sensores de umidade, e sensores automáticos podem ser utilizados em um circuito de controle com um umidificador ou um desumidificador para controlar o ponto de orvalho do ar num edifício ou num espaço menor, para a fabricação de um processo.

## Calculando o ponto de orvalho

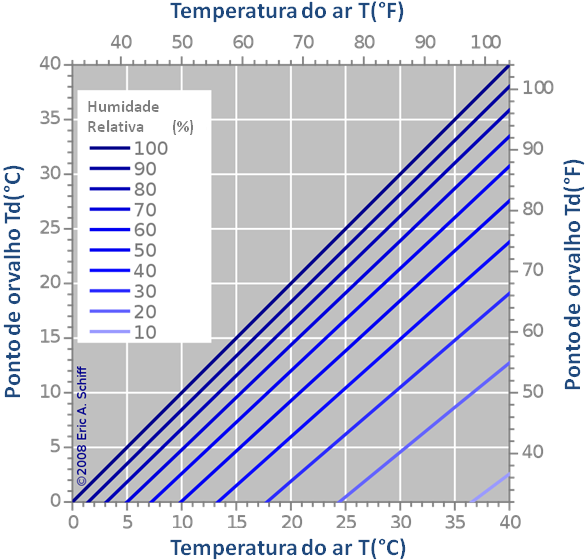
Gráfico que representa ponto de orvalho em
relação à temperatura do ar e da umidade relativa do ar.

Uma aproximação bem conhecida utilizada para calcular o ponto de orvalho (Tpo) dada somente a temperatura actual (Bulbo seco) do ar (T) e a umidade relativa do ar (UR – em percentagem), é a "fórmula de Magnus":
{\displaystyle {\begin{aligned}\gamma (T,U\!R)&=\ln \left({\frac {U\!R}{100}}\exp \left({\frac {bT}{c+T}}\right)\right)=\ln \left({\frac {U\!R}{100}}\right)+{\frac {bT}{c+T}};\\T_{po}&={\frac {c\gamma (T,U\!R)}{b-\gamma (T,U\!R)}};\end{aligned}}}
A mais completa formulação e que deu origem a essa aproximação envolve a relação entre a pressão de saturação do vapor de água (em unidades de millibar, que também pode ser representada por hPa) com T (Ps(T)), a atual pressão do vapor de água (também em unidades de milibar) (Pa(T)), que também pode ser utilizada como UR ou aproximada com a pressão do ambiente (em unidades de milibar) (BPmb), e a  temperatura de bulbo húmido (Tbu) é:
Nota: todas as temperaturas são expressas e trabalhadas em ºC
{\displaystyle {\begin{aligned}P_{s}(T)&={\frac {100}{U\!R}}P_{\text{a}}(T)=a\exp \left({\frac {bT}{c+T}}\right);\\[8pt]P_{\text{a}}(T)&={\frac {U\!R}{100}}P_{s}(T)=a\exp(\gamma (T,U\!R)),\\&\approx P_{s}(T_{\text{bu}})-B\!P_{\text{mb}}0.00066\left[1+(0.00115T_{\text{bu}}\right)]\left(T-T_{\text{bu}}\right);\\[5pt]T_{\text{po}}&={\frac {c\ln(P_{\text{a}}(T)/a)}{b-\ln(P_{\text{a}}(T)/a)}};\end{aligned}}}
Para melhor precisão, Ps(T) (e, por consequência, γ(T,UR)) pode ser aprimorado, usando parte da Modificação de Bögel, também conhecida como equação de Arden Buck, que acrescenta uma quarta constante, d:
{\displaystyle {\begin{aligned}P_{s:m}(T)&=a\exp {\bigg (}\left(b-{\frac {T}{d}}\right)\left({\frac {T}{c+T}}\right){\bigg )};\\[8pt]\gamma _{m}(T,U\!R)&=\ln {\Bigg (}{\frac {U\!R}{100}}\exp {\bigg (}\left(b-{\frac {T}{d}}\right)\left({\frac {T}{c+T}}\right){\bigg )}{\Bigg )};\\T_{po}&={\frac {c\gamma _{m}(T,U\!R)}{b-\gamma _{m}(T,U\!R)}};\end{aligned}}}
(onde {\displaystyle \scriptstyle {a=6.1121;\quad \;b=18.678;\quad \;c=257.14^{\circ }C;\quad \;d=234.5^{\circ }C.}})
Há diferentes constantes utilizadas para o cálculo. As utilizadas em material fornecido pela National Oceanic Atmospheric Administration (NOAA) são obtidas de uma divulgação de 1980 de David Bolton chamada “Monthly Weather Review”:
{\displaystyle {\begin{aligned}a&=6.112;\quad \;b&=17.67;\quad \;c&=243.5^{\circ }C;\end{aligned}}}
Essas avaliações proporcionam uma precisão mínima de 0.1%, para
-30°C ≤ T ≤ +35°C;
1% < UR < 100%;
Também de pode destacar Sonntag (1990),
{\displaystyle \scriptstyle {a=6.112;\quad \;b=17.62;\quad \;c=243.12^{\circ }C:\quad -45^{\circ }C\leq T\leq +60^{\circ }C\quad (<-0.35^{\circ }C)}}
Outros valores comuns são os apresentados em “Psychrometry and Psychrometric Charts” (1974), como no site da Paroscientific:
{\displaystyle \scriptstyle {a=6.105;\quad \;b=17.27;\quad \;c=237.7^{\circ }C:\quad 0^{\circ }C\leq T\leq +60^{\circ }C\quad (\pm 0.4^{\circ }C)}}
Também, no Journal of Applied Meteorology and Climatology, Arden Buck apresenta alguns diferentes valores, com diferentes precisões para diferentes variações de temperatura. Dois conjuntos em particular proporcionam uma melhor precisão que as constantes acima:
{\displaystyle \scriptstyle {a=6.1121;\quad \;b=17.368;\quad \;c=238.88^{\circ }C:\quad \quad \!0^{\circ }C\leq T\leq +50^{\circ }C\;\;(\leq 0.05\%)}}
{\displaystyle \scriptstyle {a=6.1121;\quad \;b=17.966;\quad \;c=247.15^{\circ }C:\quad -40^{\circ }C\leq T\leq 0^{\circ }C\quad \!\;\;(\leq 0.06\%)}}

### Aproximação simples
Há também uma simples aproximação que permite uma conversão entre o ponto de orvalho, temperatura e umidade relativa. Essa abordagem tem uma precisão de ±1 °C enquanto a umidade está acima de 50%:
{\displaystyle T_{po}\approx T-{\frac {100-U\!R}{5}};}
e
{\displaystyle U\!R\approx 100-5(T-T_{po});\,}
A derivação dessa abordagem, uma discussão sobre a sua precisão, comparações com outras aproximações, e mais informações sobre a história e as aplicações do ponto de orvalho são dados no Boletim da Sociedade Meteorológica Americana.